# Witte boek van Rhydderch
Het Witte Boek van Rhydderch (Welsh: Llyfr Gwyn Rhydderch; Engels: The White Book of Rhydderch) is een van de bekendste bewaard gebleven manuscripten in het Welsh. 
Het bevindt zich in de Nationale Bibliotheek van Wales in Aberystwyth.
Het document is ontstaan in de periode rond 1350 en bevat de oudste collectie van prozateksten in het Welsh, hoewel er ook poëzie in het manuscript voorkomt. 

Het werk bestaat tegenwoordig uit twee gebonden delen, die bekendstaan als Peniarth MS 4 en Peniarth MS 5. MS 4 bevat de verzameling Welshe verhalen die nu bekendstaat  als de Mabinogion. MS 5 (oorspronkelijk het eerste deel van het manuscript) bevat religieuze teksten die voornamelijk vertalingen zijn uit het Latijn.
Halverwege de 14e eeuw werden de teksten gekopieerd, waarschijnlijk voor Rhydderch ab Ieuan Llwyd (ca. 1325-1400), afkomstig uit Parcrhydderch in Ceredigion. Dit verklaart de naamgeving van het document; de term 'wit' verwijst vermoedelijk naar de kleur van de oorspronkelijke band.
Rhydderch stamde uit een familie met veel affiniteit voor literatuur. Hij bekleedde diverse ambten voor de Engelse Kroon en was een autoriteit op het gebied van de wetgeving in Wales.
Door handschriftonderzoek is vastgesteld dat vijf verschillende kopiisten aan het document hebben gewerkt, waarschijnlijk in een klooster nabij Rhydderchs woonplaats.